# Losari (Grabag)
Losari is een bestuurslaag in het regentschap Magelang van de provincie Midden-Java, Indonesië. Losari telt 1627 inwoners (volkstelling 2010).